# Северна провинция (Руанда)
Северната провинция (на киняруанда: Intara y'Amajyaruguru; на френски: Province du Nord) е една от петте провинции на Руанда. Провинцията е създадена в началото на януари 2006 като част от правителствената програма за децентрализиране, която преустрои локалните структури на правителството на страната.
Северната провинция граничи с Демократична република Конго и с Уганда. Разделена е на 5 района. Столицата ѝ е град Бюмба, разположен на около 60 километра от столицата на страната град Кигали. Площта ѝ е 3276 квадратни километра, а населението – 1 726 370 души (по преброяване от август 2012 г.).